# エヴァルト・フォン・クライスト (軍人)
パウル・ルートヴィヒ・エヴァルト・フォン・クライスト（Paul Ludwig Ewald von Kleist, 1881年8月8日‐1954年11月13日）は、ドイツの陸軍軍人。最終階級は元帥。第二次世界大戦で電撃戦の中核となる装甲集団の司令官などを務めた。

## 経歴

### ドイツ帝国時代
教育者の息子としてプロイセン王国ヘッセン＝ナッサウ州ブラウンフェルスに生まれる。1900年、士官候補生として第3野砲連隊に配属される。翌年少尉に任官。1907年ハノーファー陸軍乗馬学校入校。1910年中尉に昇進。1914年3月、騎兵大尉に昇進し第1ユサール連隊に転属。第一次世界大戦の勃発後、タンネンベルクの戦いに従軍。騎兵大隊長として前線で戦い、1917年から終戦までは西部戦線で参謀をしていた。マクデブルク駐屯時には後に大統領となるパウル・フォン・ヒンデンブルクと「ちょっとした知り合い」になり、戦後はヒンデンブルクと同じハノーファーに住居したことから、「もっと知るようになった」と語っている。

### ヴァイマル共和国時代
終戦後の1919年、義勇軍に参加。翌年ヴァイマル共和国のドイツ国軍（Reichswehr）に採用される。1922年少佐に昇進。1923年、ハノーファーの騎兵学校の教官に就任。1925年には大統領選挙に出馬しようとしていたヒンデンブルクを訪問し、「政治家になれば、政治家としても人間としても面目を失うかもしれない」と出馬自粛を進言している。1928年、ブレスラウの第2騎兵師団に転属。中佐に昇進し、1931年にポツダムの第9歩兵連隊長。1932年1月1日大佐に昇進し、ゲルト・フォン・ルントシュテットの後任として第2騎兵師団長となり、1932年10月少将に昇進。

### ナチス政権時代
1934年中将に昇進。1936年、騎兵大将に昇進し、ブレスラウの第8軍団司令官に就任。1938年2月4日、元陸軍総司令官ヴェルナー・フォン・フリッチュ上級大将などと共に軍を退役した。クライストは退役の理由を、ルター派教会に属する自分としては「教会その他の宗教問題に対するナチ党の姿勢に賛同できなかったこと」と「宗教を擁護しすぎたこと」が原因であると語り、自身が発令した年少兵に対する礼拝への参加命令や、それを撤回せよという1937年における国防軍最高司令部 (OKW) からの指令を拒否した事を例に挙げている。他方OKW長官ヴィルヘルム・カイテルについては、「もちろんカイテルの責任ではない。彼は党から圧力をかけられてそう命じたのだ」と擁護している。

### 第二次世界大戦

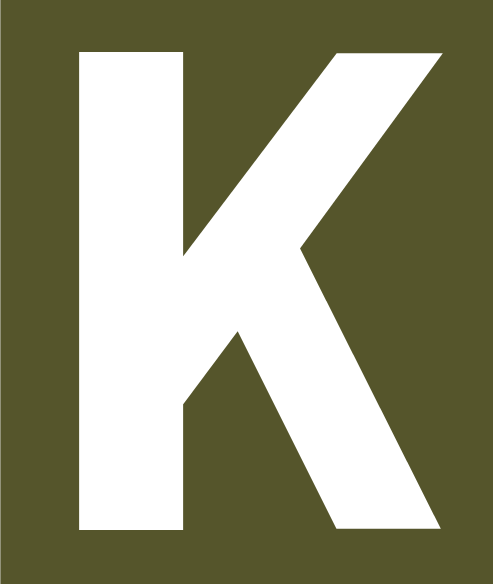
クライストの頭文字から採られた、第1装甲軍の部隊章

1939年の第二次世界大戦勃発とともに軍に現役復帰し、第22自動車化軍団を率いてポーランド侵攻に参加。彼の軍団はポーランド軍の南方防衛線突破に成功した。翌1940年、5個装甲師団からなる「クライスト装甲集団」を率いて、ドイツ軍の先鋒として西方電撃戦に参加。その戦功により7月14日に上級大将に昇進し、騎士鉄十字章を受章。自身でも「あえて言わせてもらえば、フランスで早々勝利できたのは、私の軍団によるところが大きい」と述べる一方、ダンケルクでのヒトラーによる停止命令については「危険すぎると考えたのだ」として「本当にばかげていた」と語っている。
翌1941年4月、ヴィルヘルム・リスト元帥の第12軍の一部として第1装甲集団を率い、バルカン戦線 (第二次世界大戦)に参加。同年6月、やはり第1装甲集団を率いてバルバロッサ作戦に参加、ソビエト連邦に侵攻しソ連軍の国境防御線を突破した。ブロディの戦いではソ連軍の戦車2,500両と大規模な戦車戦を繰り広げ、ウーマニの戦いやキエフの戦いではハインツ・グデーリアンの第2装甲軍と協力してソ連軍の800両以上の戦車と敵兵65万人を捕虜とした。
1942年1月1日、装甲集団を改称した第1装甲軍の司令官に任命される。2月、柏葉付騎士十字章を受章。9月にはA軍集団司令官に任命され、翌年2月に元帥に列せられた。しかし独ソ戦の作戦遂行についてのヒトラーと度々意見を異にした。1944年3月29日、ヒトラーとの会談で役職を解任され、ヴァルター・モーデルと交代させられた。この際、ヒトラーはクライストに友好的な話をし、休養を勧めた。クライスト自身は「私が別れの挨拶をしたとき、軍人として常に落ち度があったとは思えない、とヒトラー自身が言った」と語っている。1944年7月20日にヒトラー暗殺未遂事件が発生した際にはゲシュタポに拘束されたが、釈放されている。
敗戦後の1945年、バイエルンでアメリカ軍の捕虜となった。ニュルンベルク裁判では証人としてマンシュタイン元帥ら同志と共に参謀本部の弁護に力を尽くした。クライストは自身らが「参謀本部の維持という問題についてはわれわれ全員が一致している」とし、この危機に直面しての団結が「ドイツ民族の精神はまさに1つである」証であり「崇高なことだ」と述べている。しかし、クライストはユーゴスラビアに引き渡され、戦争犯罪人として懲役15年の判決を受けた。1948年にはさらにソ連に引き渡され、終身禁固の判決を受ける。1954年11月、ソ連のウラディミロフカ捕虜収容所で心不全で死去した。1955年10月、西ドイツのコンラート・アデナウアー首相がモスクワを訪問した後、ソ連政府は戦争犯罪で有罪判決を受けたドイツ人捕虜1万4000人を本国に送還した際、クライストの遺体は埋葬されていたウラミジール墓地より掘り起こされ、元帥の制服を着せられた上で西ドイツに送られ、改めて西ドイツ国内で埋葬された

## 人物と発言
- ヒトラーに対しての意見表明だけではなく、自らについても「必要以上に謙遜せず言うと、私はフランスで誰よりも活躍した司令官」であると語る[8]など、率直な物言いをした。

- クラウゼヴィッツの『戦争論』を読んでいなかった。自身を「本質的に前線の将軍」とし、関心は「軍事的勝利」であって「理論書を書くことではない」と言いながら、「実はクラウゼヴィッツも読んだことがない」と明かし、「ソ連軍はクラウゼヴィッツをよく読んでいたにちがいなく、私が読んでいなかったのはまずかったかもしれない」と半ば冗談気味に回想している[9]。

- ヒトラーについて、異常な点があるとは「思わなかった」とし、ヒトラーの怒りやすさに関しては「私自身ヒトラーの倍ぐらい激しいのだ。ヒトラーが私を怒鳴れば、私は倍の怒鳴り声を返した」として「言いたいことを言わせてしまえば、ヒトラーは落ち着き、寡黙にさえなった」と語っている。また軍事指令と政治指令の違いを指摘し、「軍事命令は従わなければ国家への反逆になる」と軍人の苦悩を「悲劇｣と表現した[10]。

- ナチ党の人物については「罪のあるのはヒトラーとハイドリヒとヒムラー、そして、ここ（ニュルンベルク収容所）で聞いたようにボルマンだと言いたい」と述べ、リッベントロップには「思想もなにもなく、ほとんど影響力がなかった」とし、ゲーリングについては「死刑に処されるかもしれない立場」なので「不利になるような発言はしかねる」とした上で、「ヒトラーの催眠術的な力で完全に支配されていたのだから、彼もほとんど影響力を持っていなかった」と語っている[11]。ハイドリヒに関しては「犯罪人の中でもっとも悪質だったと思う。私は彼と会ったことがあるが、あの憎しみのこもった目つきはけっして忘れられない」と批判している[12]。

- カイテル元帥に関しては、カイテルの署名した国際軍法違反命令を「ヒトラーに追従した愚か者の命令だった」と批判した上で、「私はカイテルをよく知っているが、彼はまともな人間だ。意志の弱い人間をあのような地位につけることによって、ヒトラーが彼を意のままに動かそうとしただけなのだ。もし、私がヒトラーのもとでカイテルと同じ地位についていたら、2週間ともたなかっただろう」と同情を示した[13]。

## 評価
騎兵科出身だったことや頑固な程の保守的な戦術思考を持っていたため、当初はいわゆる機甲部隊を中心とした電撃戦には否定的であり、攻勢スピードを重視するハインツ・グデーリアンの革新的な用兵思想を理解出来ず、グデーリアンと直接会合した際には激烈な口論を繰り広るなどしたが、フランス侵攻終了後に機甲部隊の有効性を認め、機甲戦術理論を謙虚に学んでキエフ攻略などの対ソ戦で有効に活用。「パンツァークライスト」とあだ名を付けられる程まで機甲戦術理論をマスターした。ロンメルやグデーリアン、マンシュタインのような派手さはないが、堅実で手堅い采配は高く評価され、今日でも「ドイツ軍における優れた機甲戦術家」としての評価は高い。